# Szachtiorsk
Szachtiorsk – osiedle typu miejskiego w Rosji, w obwodzie sachalińskim na Sachalinie. W 2010 roku liczyło 8382 mieszkańców.